# Кривецька сільська рада (Радехівський район)
| Кривецька сільська рада — колишній орган місцевого самоврядування у Радехівському районі Львівської області з адміністративним центром у с. Криве. Сільській раді були підпорядковані населені пункти: - с. Криве |

## Склад ради
Рада складалася з 14 депутатів та голови.

### Керівний склад ради
| ПІБ                        | Основні відомості                                                 | Дата обрання | Дата звільнення |
| -------------------------- | ----------------------------------------------------------------- | ------------ | --------------- |
| Мох Світлана Володимирівна | Сільський голова, 1967 року народження, освіта, позапартійна      | 26.03.2006   | 31.10.2010      |
| Мох Світлана Володимирівна | Сільський голова, 1967 року народження, освіта вища, позапартійна | 31.10.2010   |                 |

Примітка: таблиця складена за даними джерела